# Nicole Henry
Nicole Henry (Philadelphia, Pennsylvania, 1969. március 17. – ) amerikai dzsesszénekesnő.

## Pályakép
A 2013-ban a „Legjobb hagyományos jazz előadás” díjat nyerte el Tony Bennett, George Benson, Terence Blanchard és Jeffrey Osborne előtt.
Számos fesztiválon fellépett, így a Juan les Pins Fesztiválon, a Madridi Nemzetközi Jazz Fesztiválon, az EFG London Jazz Fesztiválon, a Clearwater Jazz Holiday-en, a San Jose Summer Jazz Fest-en.
Rendszeresen fellép a nagyobb koncerteken, mint például a New York City Jazz-en a Lincoln Centerben, a Blue Note Jazz Clubban, a Tokyo Cotton Clubban.

## Lemezek
- The Nearness of You (2004)
- Teach Me Tonight (2005)
- The Very Thought of You (2008)
- Embraceable (2011)
- Set for the Season: Live in Japan (2012)
- So Good, So Right: Nicole Henry Live (2013)
- At This Moment (2014 – Single)
- Nicole Henry & James Bryan: Summer Sessions EP (2015)
- Time to Love Again (2021)
- Is It a Crime? (2023; Radio Edit)

## Díjak
- 2013: „Soul Train award” for Best Traditional Jazz Performance